# Kolínská marka
Kolínská marka (k. hřivna) byla jednotka hmotnosti, jedna z hřiven, která se rozšířila zejména ve střední Evropě, kde se stala především základní jednotkou na místo karolínské libry a užívána byla až do přelomu 18. a 19. století. Samotná jednotka hřivny se šířila ze severských zemí (severská hřivna, váha se víceméně odpovídala poměru 2/3 římské libry a 1/2 karolínské libry), z ní vzešlá kolínská marka se konkrétně počítá 229–232 g později definičně upřesněno na 233.856 g. Nejčastěji se marka dělila (ovšem dělení se vyvíjelo) v případě, že se jednalo o váhu stříbra na 8 uncí = 16 lotů = 64 kventlíků = 256 feniků a v případě zlata na 24 karátů = 288 grénů.
Z kolínské hřivny vycházel např. říšský tolar, rýnský zlatý a konvenční tolar.